# شو وي (مغني)
شو وي (بالصينية: 许巍) هو عازف قيثارة ومغني ومغن مؤلف صيني، ولد في 21 يوليو 1968 في شيان في الصين.

## وصلات خارجية
- شو وي على موقع ميوزك برينز (الإنجليزية)